# Lucas 24

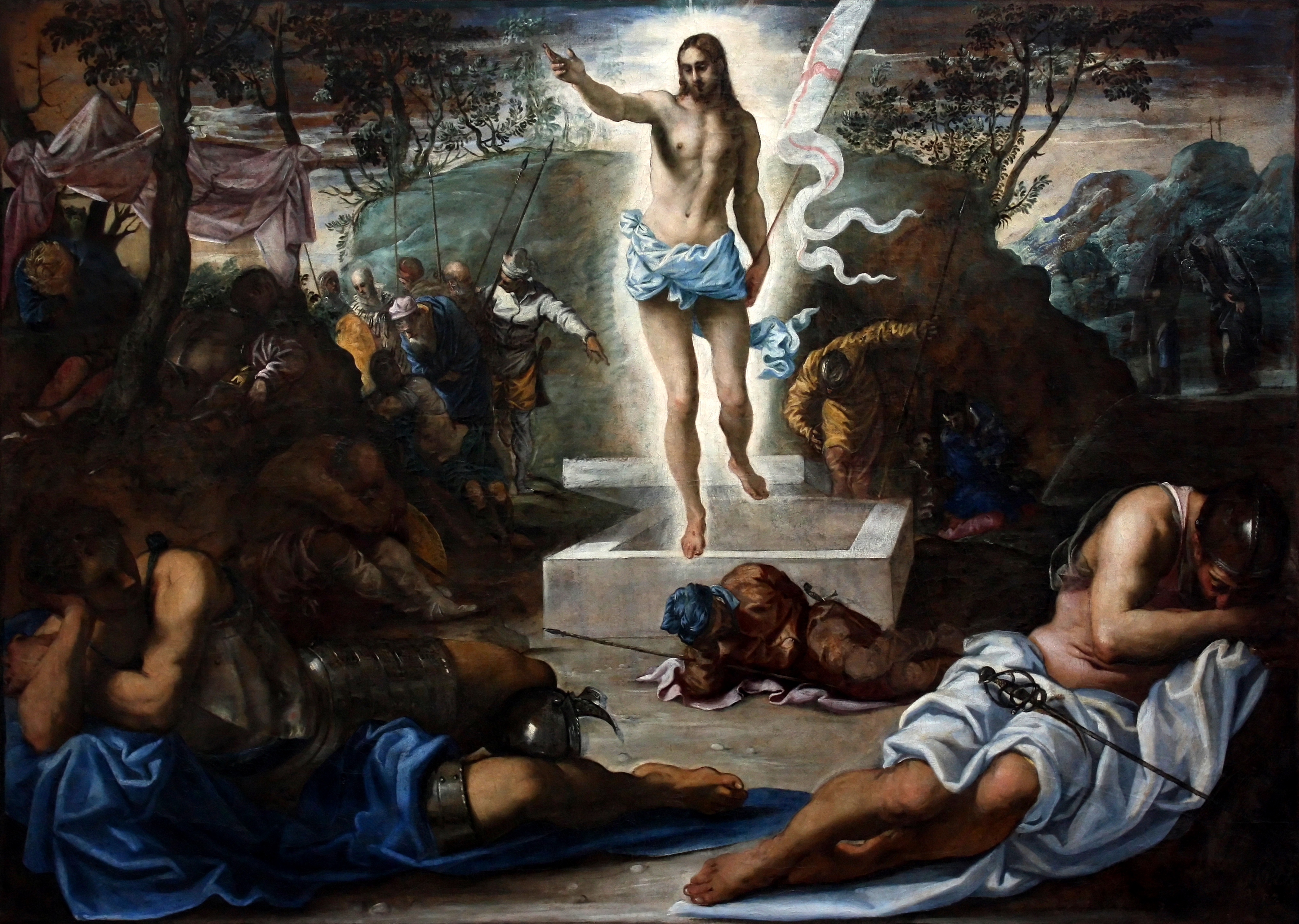
Ressurreição de Jesus, um dos eventos de Lucas 24.
Séc. XVI. Por Tintoretto, na Accademia de Veneza.

Lucas 24 é o vigésimo-quarto e último capítulo do Evangelho de Lucas no Novo Testamento da Bíblia. Ele conta os eventos entre o dia da ressurreição de Jesus até sua ascensão.

## Ressurreição de Jesus
Segundo Lucas, as mulheres que havia preparado os aramos e bálsamos no final do capítulo anterior foram logo cedo ver o corpo de Jesus. Vendo que o túmulo estava aberto, não encontraram o corpo e, perplexas, ao lado delas «dois varões com vestes resplandecentes» (Lucas 24:4) que lhes perguntaram «Por que buscais entre os mortos ao que vive? Ele não está aqui, mas ressuscitou. Lembrai-vos de como ele vos falou, quando estava ainda na Galiléia, dizendo: O Filho do homem deve ser entregue às mãos de pecadores, e ser crucificado e ressuscitar ao terceiro dia.» (Lucas 24:5–7).
As mulheres (Maria Madalena, Joana e Maria, mãe de Tiago) voltaram e contaram aos apóstolos o que viram. Eles não acreditaram nelas, mas Pedro, correu até lá e, vendo nada mais que panos de linho no local, se maravilhou.
A ressurreição, um evento fundamental do cristianismo, aparece em todos os evangelhos canônicos: está em Mateus 28 (28 1:10), Marcos 16 (Marcos 16:1–8) e João 20 (João 20:1–10).

## Aparições de Jesus

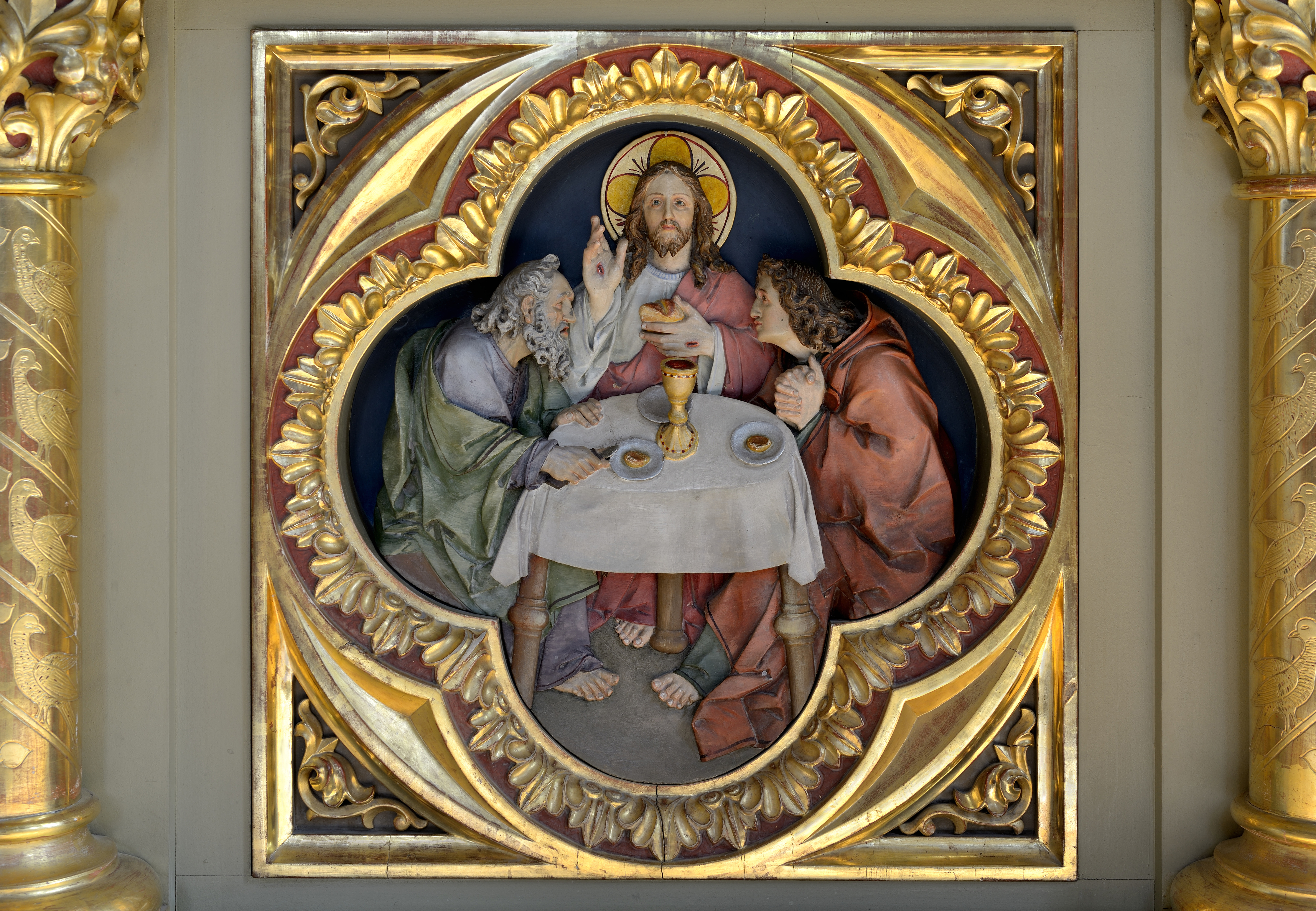
Jantar em Emaús, a primeira aparição de Jesus depois da ressurreição.
1910. Relevo em madeira policromada na igreja paroquial de Ortisei (Itália), obra de Josef Welponer-Strëubl.

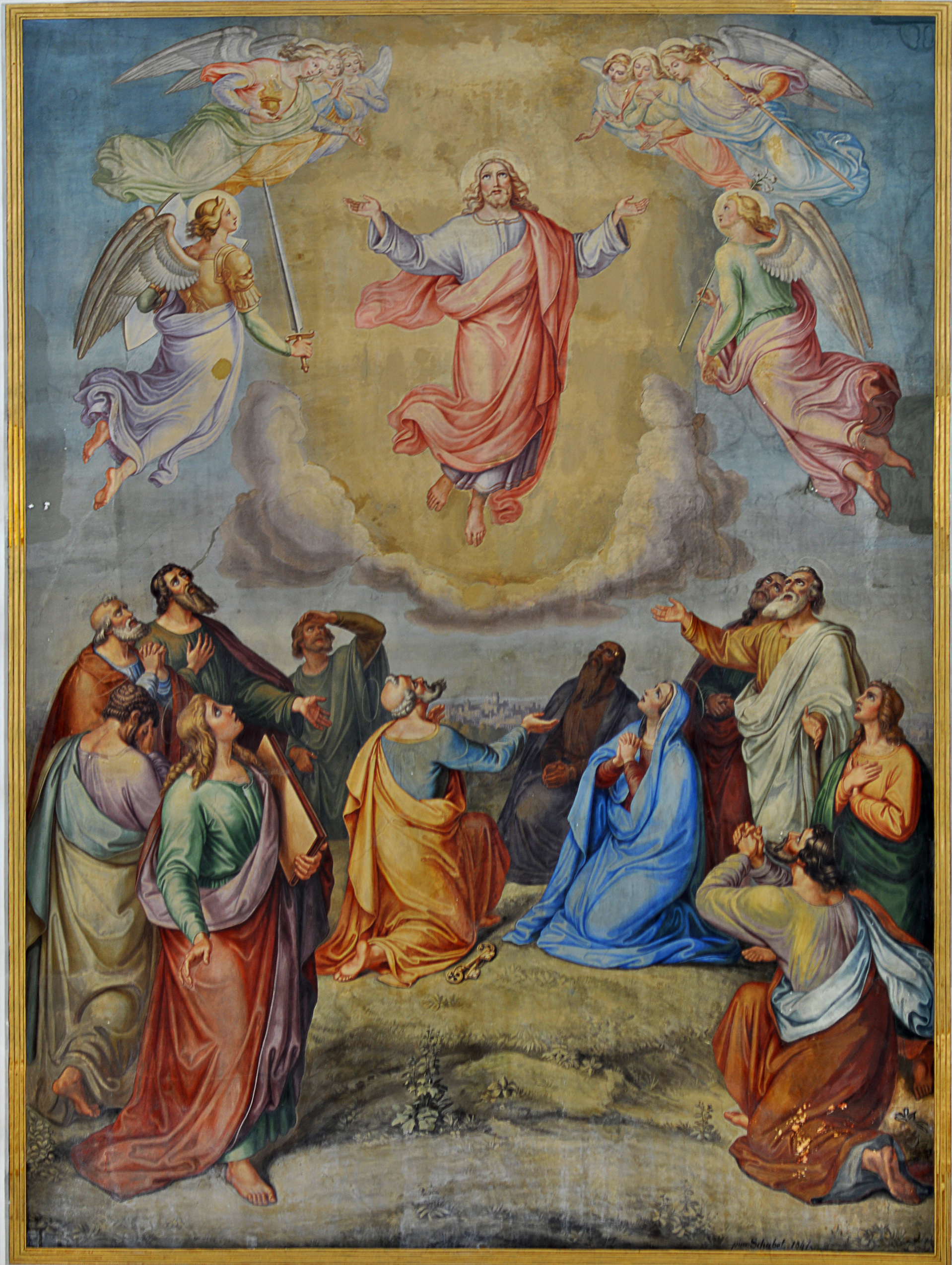
Ascensão de Jesus, o último evento relatado por Lucas.
Séc. XIX. Por Fidelis Schabet (1813–1874), no teto da Stiftskirche em Hechingen, na Alemanha.

### Discípulo de Emaús
Em Lucas 24:28–35, Lucas conta a primeira das aparições de Jesus depois da Ressurreição, para os discípulos de Emaús. Conta a história que dois discípulos seguiam para Emaús quando um estranho se aproximou e perguntou sobre a morte de Jesus na capital. Eles contaram sobre os eventos ocorridos na ressurreição e afirmaram que «já este o terceiro dia depois que estas coisas sucederam.» (Lucas 24:21). Os dois contaram o que ocorreu em seguida, com as mulheres encontrando o túmulo vazio e a pesquisa pessoal dos discípulos homens. Jesus teria então lhes dito:
| “ | «Ó néscios, e tardos de coração para crerdes tudo o que os profetas disseram! Porventura não importava que o Cristo padecesse estas coisas e assim entrasse na sua glória? Começando por Moisés e por todos os profetas, explicou-lhes o que dele se achava dito em todas as Escrituras.» (Lucas 24:25–27) | ” |

Chegando na aldeia, o grupo de Jesus resolveram parar para pernoitar. Jesus, à mesa no chamado "Jantar em Emaús", pegou o pão, deu graças e partiu-o para distribuí-la. Nesta mesma hora, os dois o reconheceram e ele desapareceu. Ambos então voltaram para Jerusalém e se reuniram aos onze para contar-lhes o que havia acontecido.

### Jesus aparece aos discípulos
Depois, Jesus apareceu novamente, desta vez entre seus discípulos, que, atemorizados, acreditaram estar vendo um espírito. Jesus pede-lhes que vejam suas chagas nas mãos e nos pés e afirmou que um espírito não tem carne e ossos como ele tinha. Para provar-lhes que estava ali, Jesus pediu de comer e, tomando um pouco de peixe assado, comeu diante deles (Lucas 24:36–43). Este episódio é similar a um outro em João 20 (João 20:19–23).
Depois de comer, Jesus lhes reafirmou a realização de «...tudo o que de mim estava escrito na lei de Moisés, nos profetas e nos salmos.» (Lucas 24:44):
| “ | «Assim está escrito que o Cristo padecesse e ressurgisse dentre os mortos ao terceiro dia e que em seu nome se pregasse arrependimento para remissão de pecados a todas as nações, começando por Jerusalém.» (Lucas 24:45–46) | ” |

Ele afirmou que os discípulos eram suas testemunhas e prometeu enviar de volta o Espírito Santo, que eles deveriam esperar na cidade.

### Ascensão de Jesus
O último episódio narrado no Evangelho de Lucas é a Ascensão de Jesus ao céu. Segundo Lucas, Jesus levou os discípulos até Betânia e os abençoou. Enquanto fazia, "foi elevado ao céu". E esperaram a realização da promessa de Jesus, o Pentecostes, cuja narrativa está no segundo livro dos Atos dos Apóstolos (Atos 2:1–6).

## Texto
O texto original deste evangelho foi escrito em grego koiné e alguns dos manuscritos antigos que contém este capítulo, dividido em 53 versículos, são:
- Papiro 75 (c. 175-225)
- Codex Vaticanus (325-350)
- Codex Sinaiticus (330-360)
- Codex Bezae (c. 400)
- Codex Washingtonianus (c. 400)
- Codex Alexandrinus (c. 400-440)
- Codex Ephraemi Rescriptus (c. 450; apenas os versículos 1-6; 46-53)